# Gapura (Watukumpul)
Gapura is een plaats en bestuurslaag (kelurahan) in het onderdistrict (kecamatan) Watukumpul in het regentschap Pemalang van de provincie Midden-Java, Indonesië. Gapura telt 2.855 inwoners (volkstelling 2010).